# Kolej linowa na Łomnicę

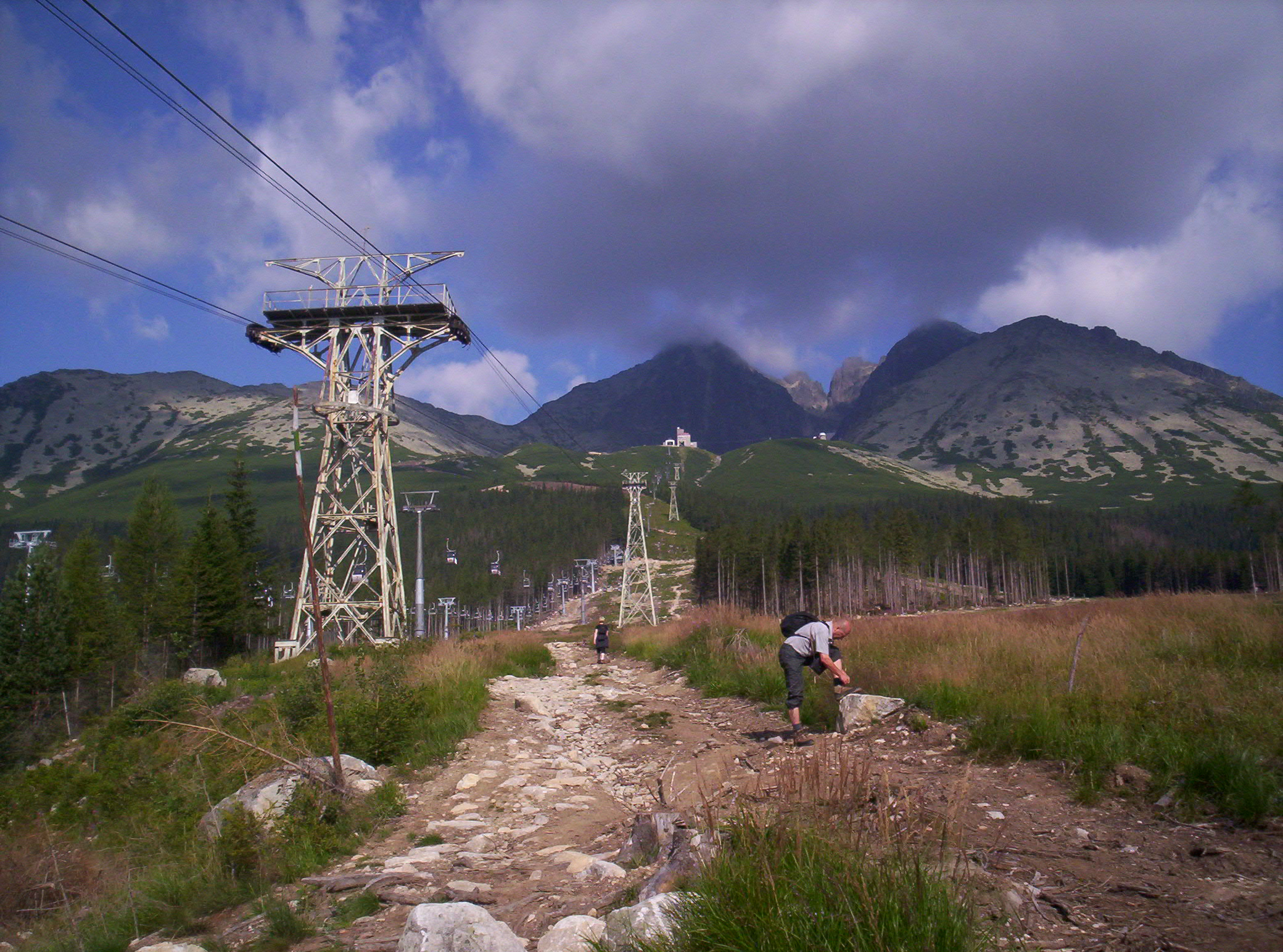
Widoczne podpory starej (po prawej) i nowej kolejki

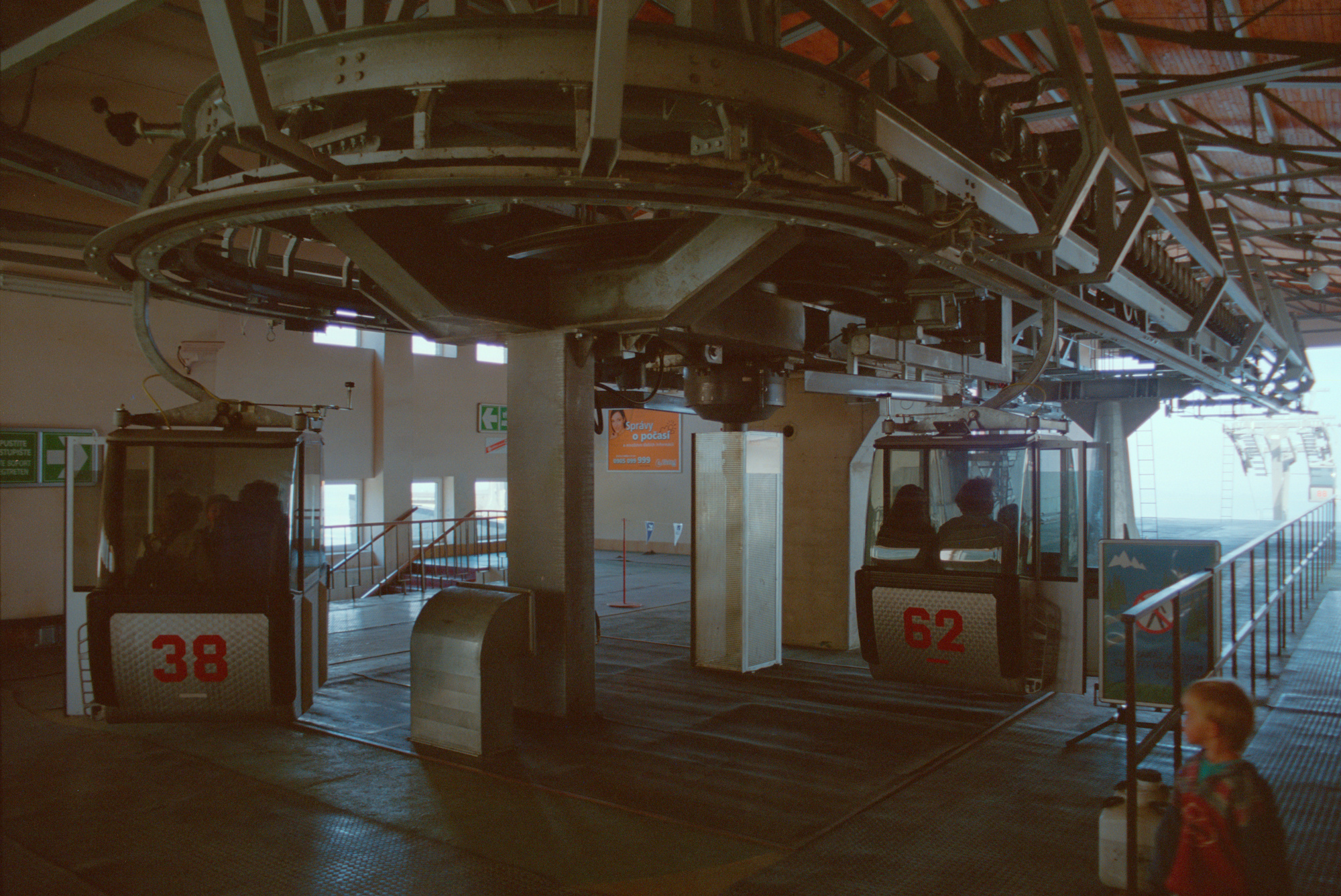
Gondole pierwszego etapu na stacji nad Łomnickim Stawem

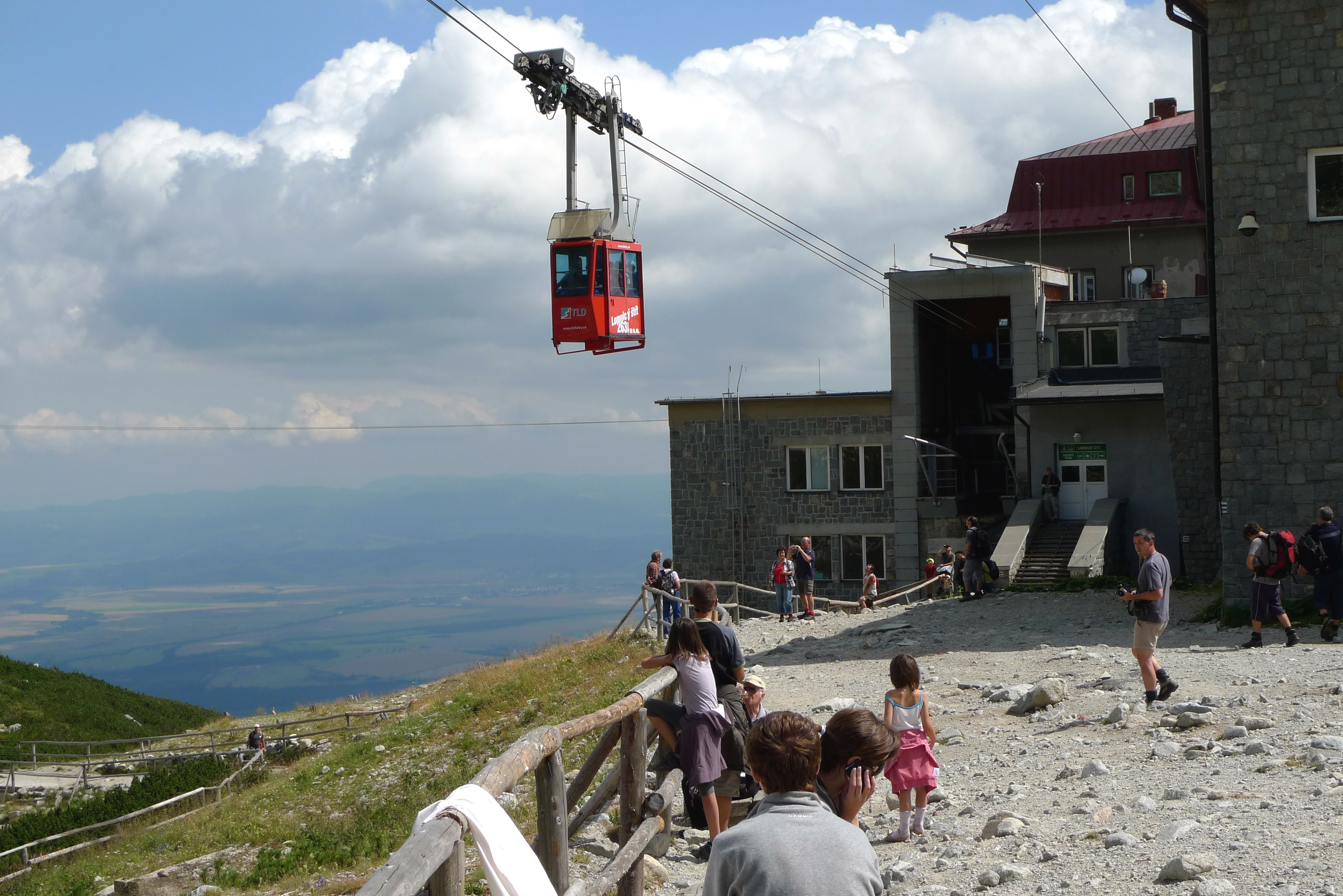
Wagonik trzeciego etapu

Kolej linowa na Łomnicę (słow. Lanovka na Lomnický štít) – kolej linowa na Słowacji znajdująca się w obrębie granic miasta Wysokie Tatry. Dolna stacja kolejki znajduje się w Tatrzańskiej Łomnicy; najwyższym punktem, który tą kolejką można osiągnąć, jest szczyt Łomnicy. Na trasie znajdują się dwie dalsze stacje: pośrednia Start (Štart) oraz Skalnaté pleso (nad Łomnickim Stawem). Na stacji nad Łomnickim Stawem kończy się pierwszy etap podróży. Bilety na ostatni odcinek, ze względu na niedostępność szczytu Łomnicy ogólnodostępnymi drogami pieszymi, są dostępne wyłącznie jako bilety „tam i z powrotem” (nie jest możliwy jedynie wjazd bądź też jedynie zjazd ze szczytu).

## Historia
Pierwsze prace związane z budową kolejki rozpoczęły się w latach 20. XX wieku, jednak budowa rozwinęła się w 1935 roku. Była to kolejka wahadłowa, obsługiwana przez dwa wagoniki zabierające po 31 osób. Całą trasę podzielono na dwa fragmenty. Pierwszy – od stacji Tatrzańska Łomnica (przy Grandhotelu „Praha”) przez pośredni Start aż nad Łomnicki Staw – oddano do użytku 22 grudnia 1937 roku. Pasażerowie wsiadali na wysokości 898 m n.p.m. na stacji przy Grandhotelu Praha, wysiadali natomiast na wysokości 1764 m n.p.m. Całkowita długość odcinka nad Łomnicki Staw to 4140 metrów. Trasę pokonywano z prędkością 6 m/s w czasie 18 minut. Na odcinku Tatrzańska Łomnica – Łomnicki Staw ustawiono 9 podpór.
Drugi odcinek to trasa znad Łomnickiego Stawu na wierzchołek Łomnicy. Połączenie oddano 23 października 1940 roku. Tu kolejka w ciągu 8,5 minuty z prędkością 5 m/s pokonywała 1870 metrów trasy oraz 856 metrów wzniesienia. Podróż zabezpieczono jedyną podporą, znajdującą się kilkadziesiąt metrów poniżej szczytu Łomnicy i umiejscowionego na jej wierzchołku obserwatorium meteorologicznego. Ostatni fragment tego odcinka posiada średnie nachylenie wynoszące 51,5%.
W latach 1968–1973 dobudowano drugą kolejkę. Dolna stacja nowej została przeniesiona na południowy zachód, natomiast od Startu do Łomnickiego Stawu obie biegły równolegle. Nowe połączenie, obsługiwane przez gondole, zostało otwarte 27 sierpnia 1973 i było odpowiedzią na natężony ruch narciarski. W latach 80. i 90. przeprowadzono remont obu kolejek, zarówno starej kolejki „wiszącej” (visutá lanovka), jak i nowej kolejki gondolowej (kabinková lanovka). Wyraźna była jednak dysproporcja pomiędzy oboma połączeniami. Kolejka gondolowa obsługiwała 900 osób na godzinę, podczas gdy stara jedynie 78. Wobec tej sytuacji stara kolejka została przestawiona na profil towarowy, natomiast turystów wozić miała wyłącznie nowa kolejka gondolowa. Ostatecznie w październiku 1999 ruch starej kolejki został wstrzymany. W 2005 roku nakręcono film Príbeh jednej lanovky (Historia pewnej kolejki) opowiadający perypetie niemal siedemdziesięcioletniej wówczas lanovki. Na potrzeby produkcji po raz ostatni uruchomiono linię Grandhotel „Praha” – Łomnicki Staw.
W październiku 2013 zamknięto górny etap kolei gondolowej nad Łomnicki Staw; pozostał jedynie dolny – na Start. Od grudnia 2013 roku ze Startu nad Łomnicki Staw kursuje nowa kolejka gondolowa z 15-osobowymi kabinami.
Istnieją plany utworzenia w budynku dolnej stacji muzeum visutej lanovki. Miałoby ono zawierać takie eksponaty jak jedna z podpór, kabina, zabytkowe liny itp.
Na potrzeby kolejki wybudowano cztery stacje: w Tatrzańskiej Łomnicy, stację pośrednią Start, stację nad Łomnickim Stawem (obecnie również hotel „Encián”) oraz stację-obserwatorium na Łomnicy. Autorem planów był Dušan Jurkovič, słowacki architekt, który zaprojektował m.in. grobowiec Milana R. Štefánika.

## Dane techniczne
- Tatrzańska Łomnica – Start[4][1]
  - prędkość: 5 m/s (na stacjach 1 m/s),
  - przepustowość: 900 os./h,
  - długość: 1705,9 m,
  - przewyższenie: 269 m,
  - czas jazdy: 6,7 min,
  - liczba podpór: 9,
  - liczba gondoli: maksymalnie 50,
  - pojemność gondoli: 4 osoby, maks. 320 kg,
  - odległość między gondolami: 80 metrów.
- Start – Łomnicki Staw[5]
  - prędkość 6 m/s,
  - przepustowość: 2400 os./h,
  - długość: 1912,25 m,
  - przewyższenie: 597,51 m,
  - czas jazdy: 7,07 min,
  - liczba podpór: 19,
  - liczba gondoli: 37,
  - pojemność gondoli: 15 osób,
  - odległość między gondolami: 135 metrów.
- Łomnicki Staw – Łomnica[6][1]
  - prędkość: 4,1 m/s,
  - przepustowość: 42 os./h,
  - długość: 1867 m,
  - przewyższenie: 855 m,
  - czas jazdy: 8,8 min.

## Szlaki turystyczne
Szlaki turystyczne znad Łomnickiego Stawu:
  – zielony szlak od nieczynnej stacji kolejki przy hotelu „Praha” w Tatrzańskiej Łomnicy do Łomnickiego Stawu. Czas przejścia: 2:30 h, ↓ 1:45 h
  – niebieski od pośredniej stacji kolejki Start w dolnej części Doliny Łomnickiej do Doliny Huncowskiej, prowadzący przez Huncowską Ubocz, Rakuską Polanę i Niżnią Rakuską Przełęcz, a dalej z powrotem do Doliny Łomnickiej nad Łomnicki Staw.
- Czas przejścia od stacji Start na Rakuską Polanę: 1:30 h, ↓ 1 h
- Czas przejścia z polany nad Łomnicki Staw: 1:30 h, ↓ 1 h

  – znakowana czerwono Magistrala Tatrzańska, prowadząca od Schroniska Zamkovskiego w Dolinie Małej Zimnej Wody nad Łomnicki Staw, a stąd dalej przez Rakuski Przechód do Doliny Zielonej Kieżmarskiej.
- Czas przejścia od schroniska Zamkovskiego nad Łomnicki Staw: 1 h, ↓ 45 min
- Czas przejścia znad stawu do schroniska nad Zielonym Stawem: 2:05 h, z powrotem 2:55 h.

Ponadto w okolicy trasy kolejki znajduje się znaczna ilość tras narciarskich tworzących ośrodek narciarski „Vysoke Tatry”.

## Galeria

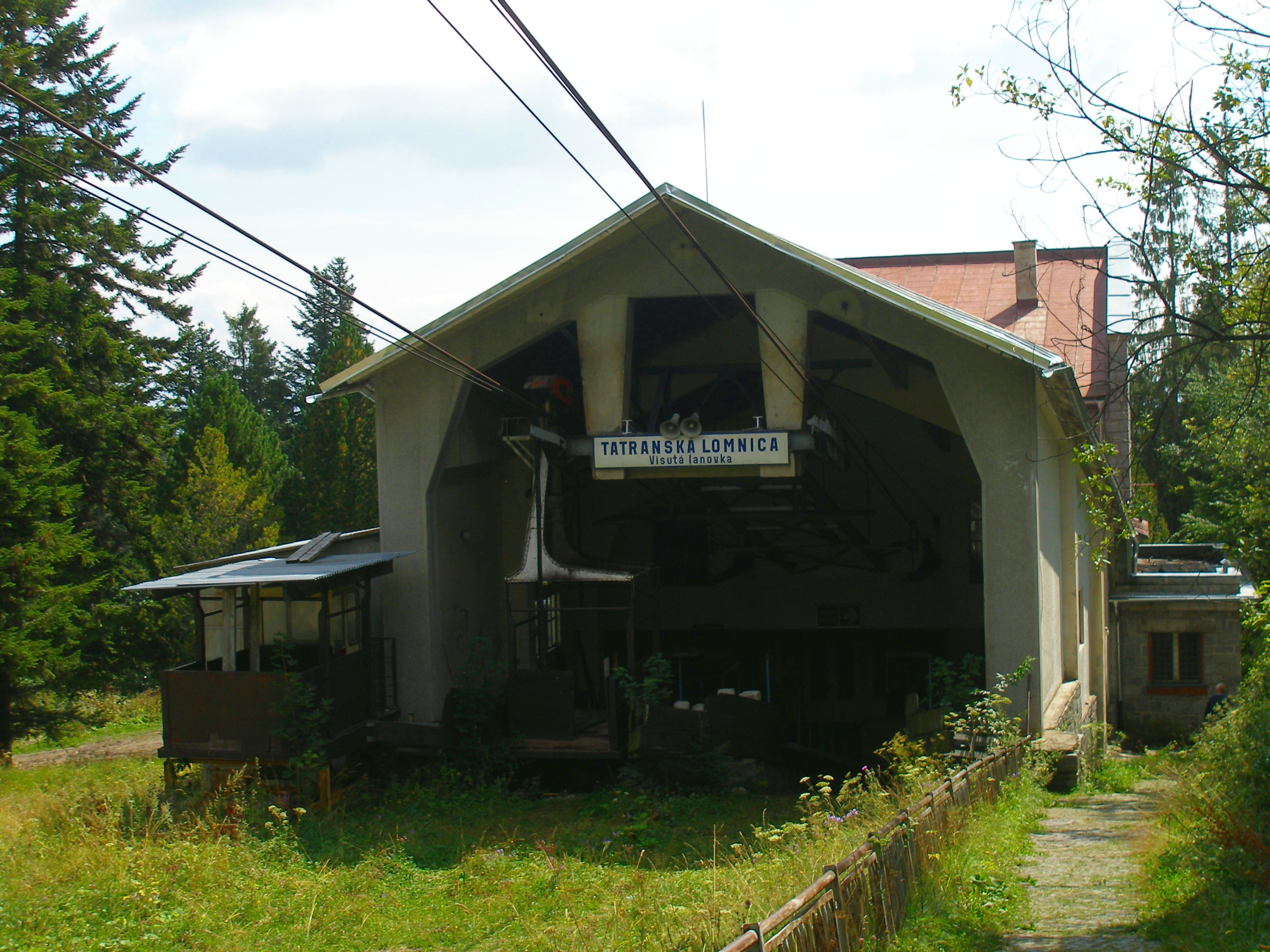
Stara stacja kolejki Tatrzańska Łomnica
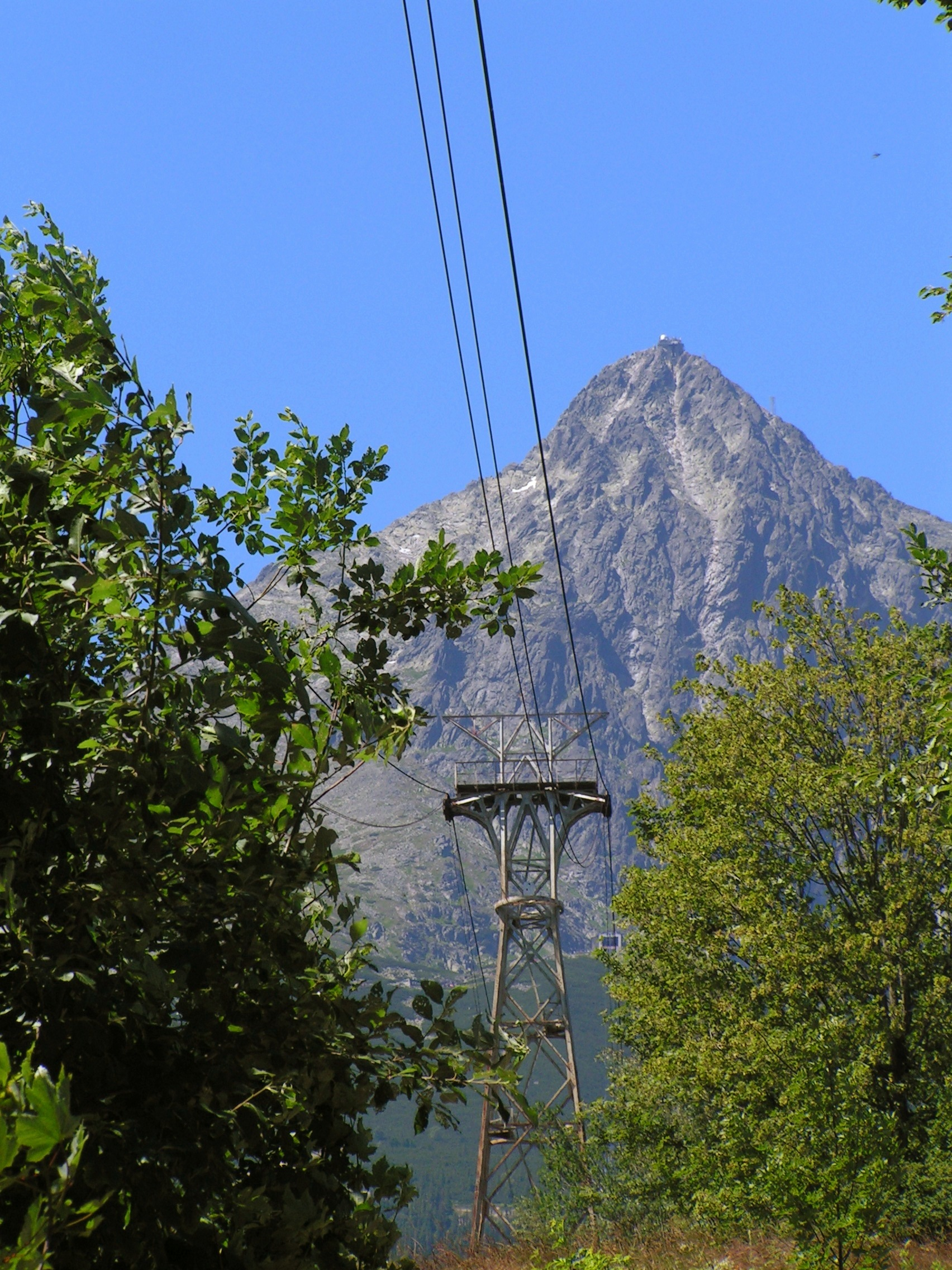
Jedna z podpór, w tle stacja pośrednia Start
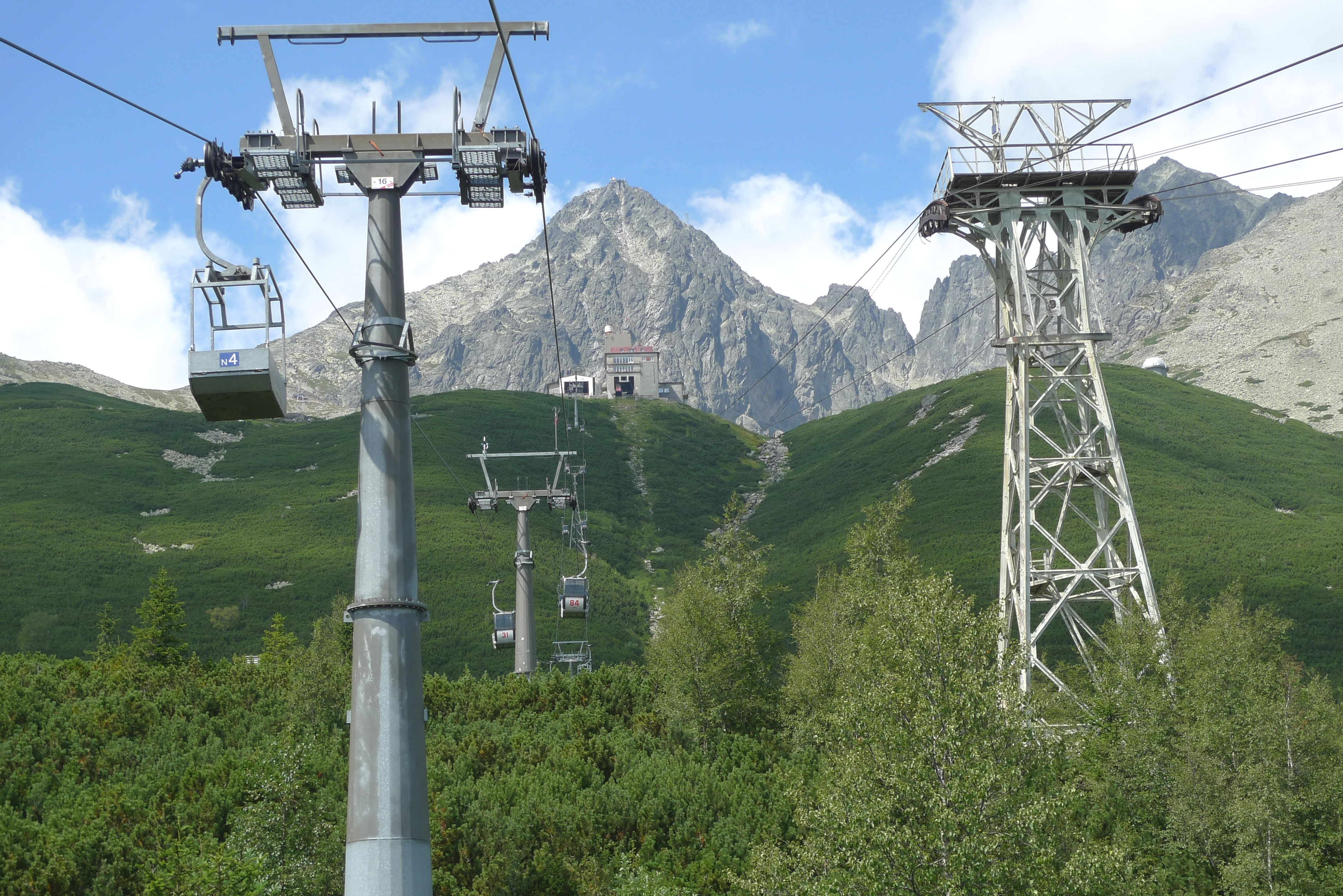
Widoczna działająca linia (po lewej) oraz linia nieobsługiwana. W tle stacja nad Łomnickim Stawem.
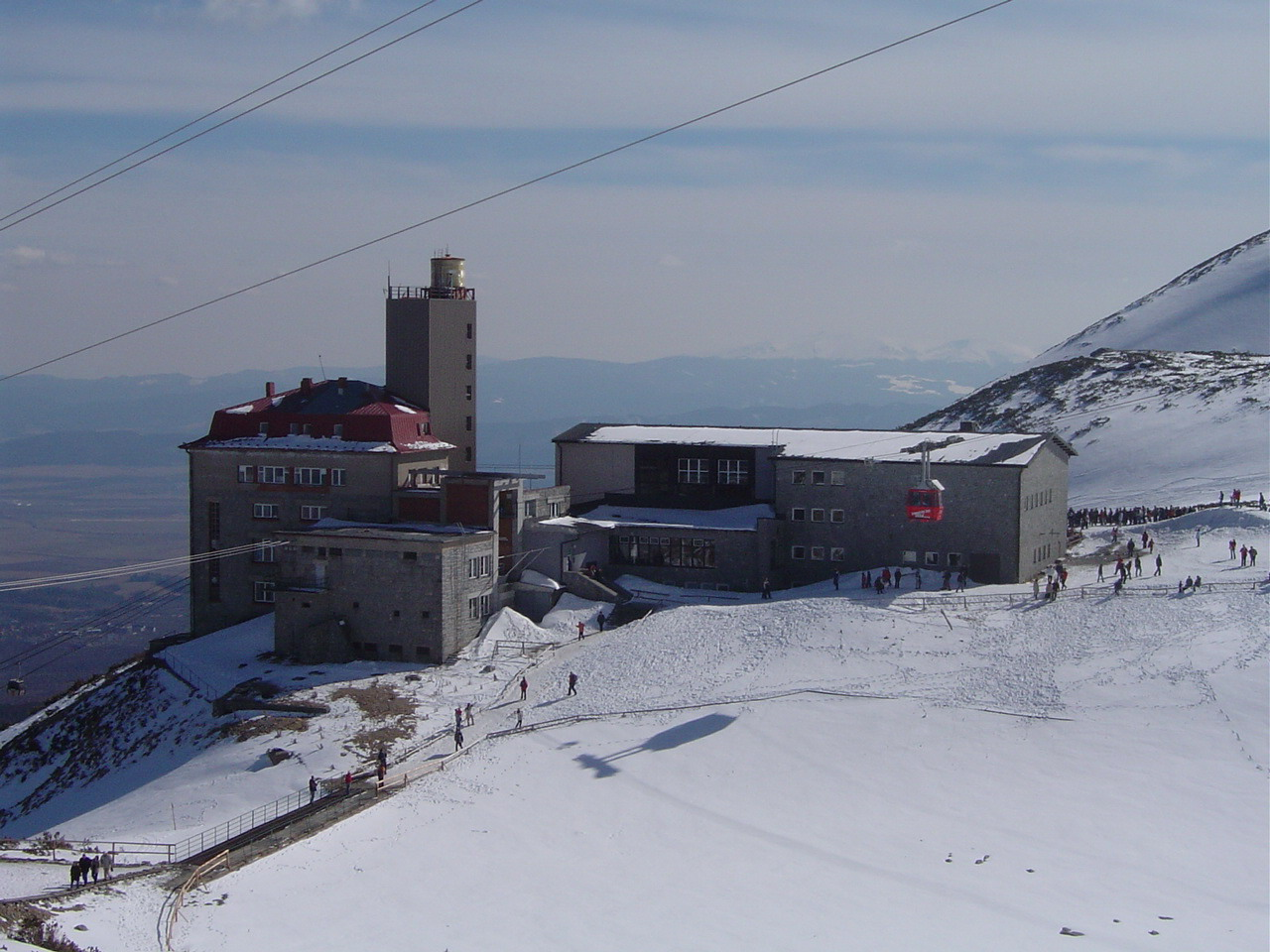
Budynek stacji nad Łomnickim Stawem
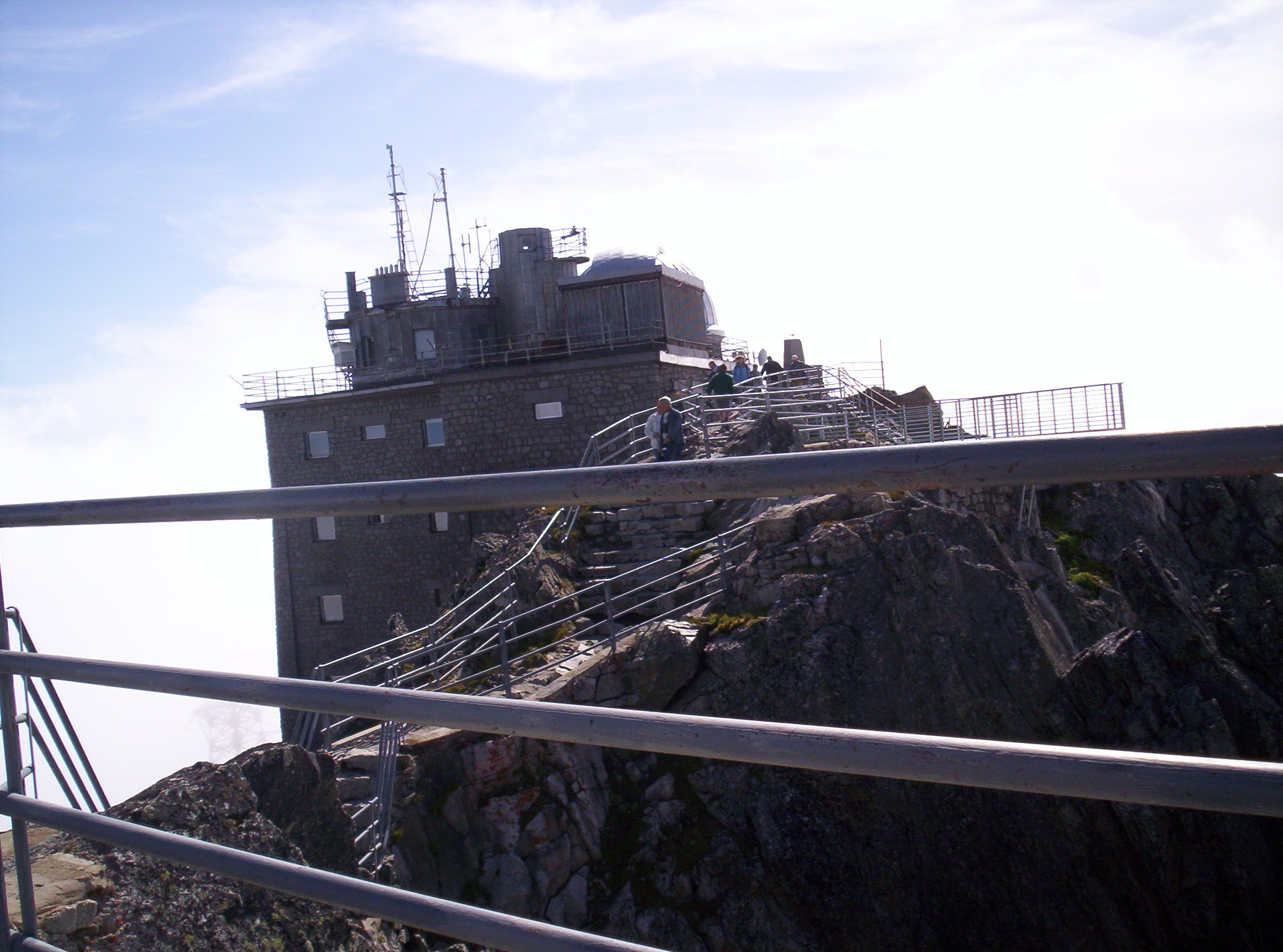
Obserwatorium na Łomnicy
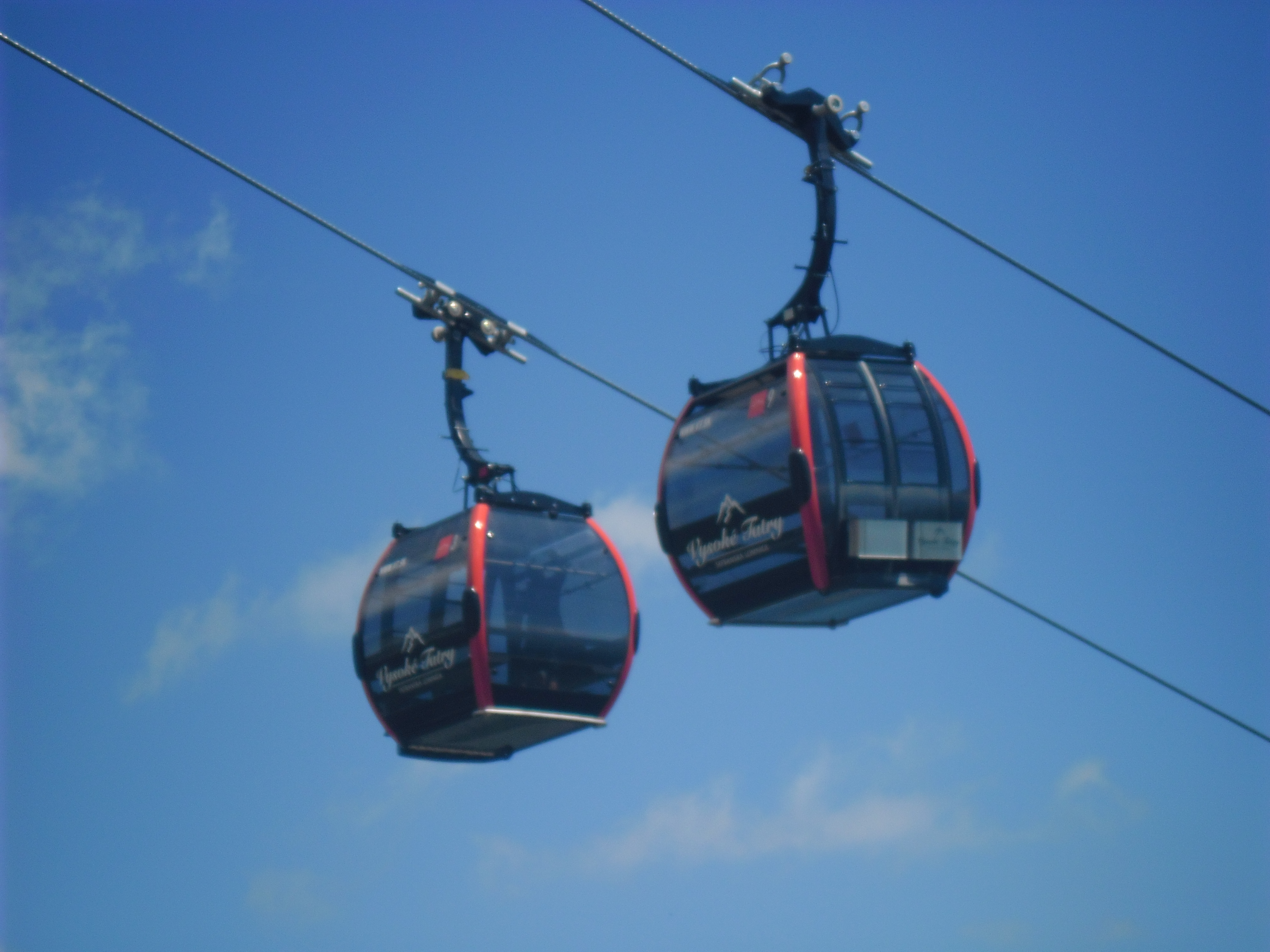
Gondole nowej kolejki nad Łomnicki Staw